# 26 august
ianuarie • februarie • martie  • aprilie  • mai  • iunie  • iulie  • august  • septembrie  • octombrie  • noiembrie  • decembrie
26 august este a 238-a zi a calendarului gregorian și a 239-a zi în anii bisecți. Mai sunt 127 de zile până la sfârșitul anului.

## Evenimente

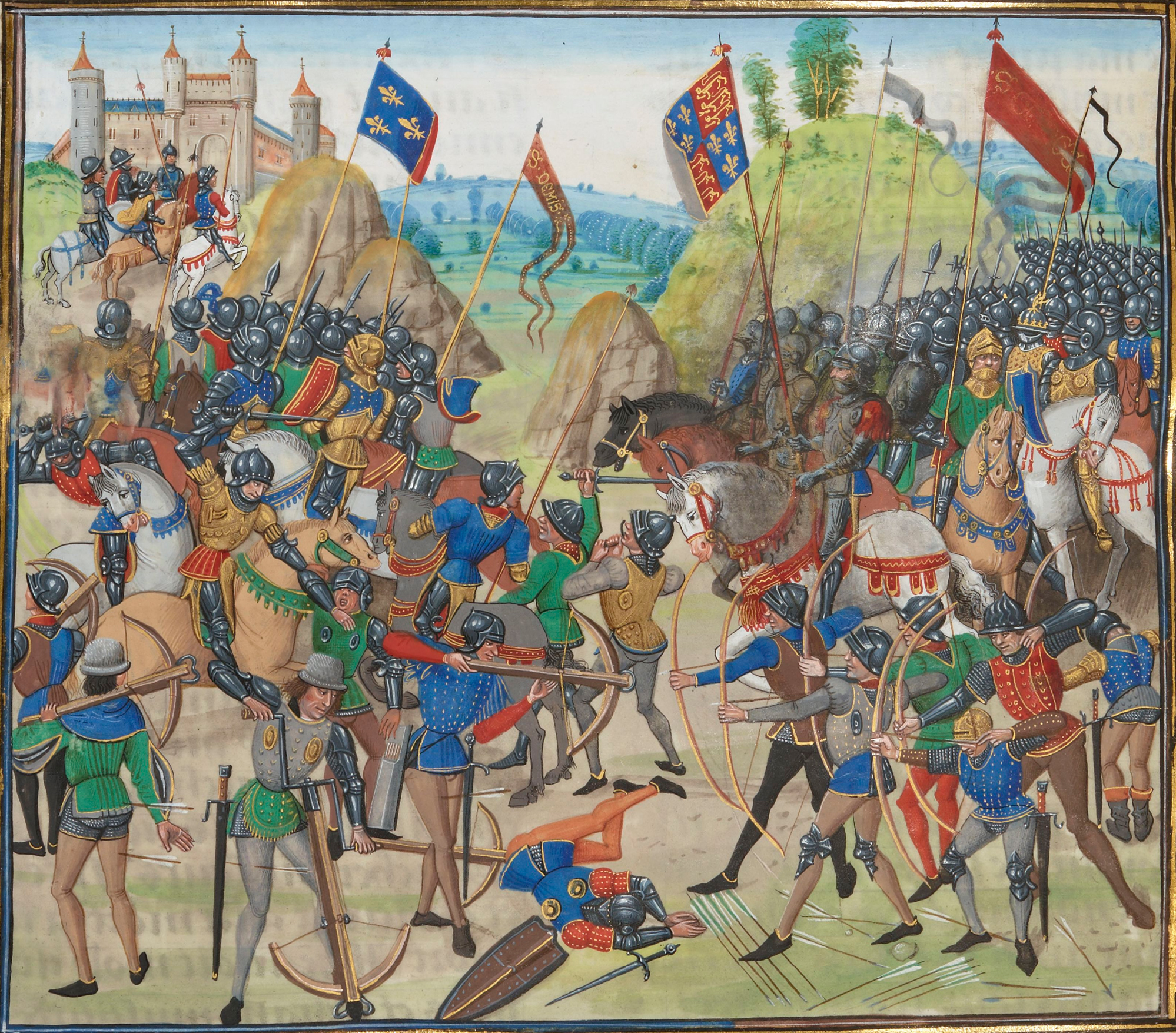
1346: În Bătălia de la Crecy, englezii au ieșit învingători datorită dotării lor cu arcuri lungi englezești.

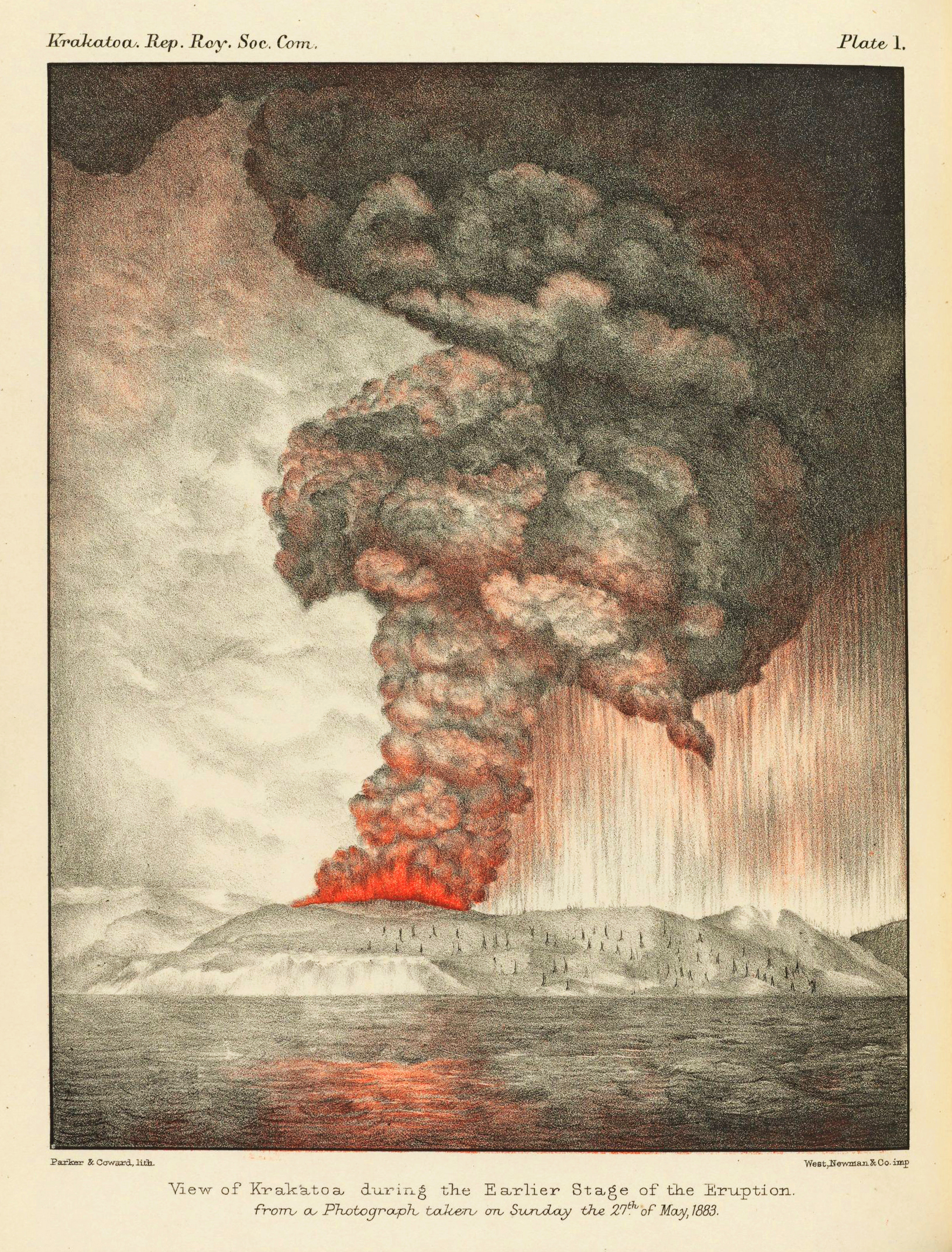
1883: Erupția vulcanului Krakatau din 1883 își începe etapa finală, paroxistică

- 1071: Turcii selgiucizi i-au învins pe bizantini și l-au luat prizonier pe împăratul Romanos al IV-lea în bătălia de la Manzikert.
- 1346: Războiul de O Sută de Ani: În Bătălia de la Crecy, englezii au ieșit învingători datorită dotării lor cu arcuri lungi englezești.
- 1696: Bătălia de pe râul Bega: Armata imperială condusă de principele August cel Puternic nu reușește eliberarea Timișoarei de sub ocupație otomană. Generalul Donat Heissler este grav rănit și moare după cinci zile.
- 1768: Britanicul James Cook pornește în prima sa călătorie în Marea Sudului la bordul navei Endeavour.[1]
- 1789: Adunarea Constituantă Franceză a adoptă Declarația Drepturilor Omului și ale Cetățeanului, în care sunt enunțate drepturile fundamentale individuale și colective ale tuturor oamenilor.
- 1812: Bătălia de la Borodino dintre armata lui Napoleon și cele ale Imperiului rus.
- 1821: Se deschide oficial Universitatea din Buenos Aires, Argentina.
- 1826: Ultima execuție publică la București: Ghiță Cuțui și Simion sunt spânzurați la capul Podului Târgului de Afară, pentru că, împreună cu alte persoane, s-au răzvrătit împotriva domniei. A doua zi, trei dintre tovarășii lui Cuțui sunt plimbați „cu pieile goale” prin târg și bătuți, după care vor fi trimiși la ocnă. Pedeapsa cu moartea va fi desființată de Regulamentul Organic, în iulie 1831.
- 1860: S-a instituit prima agenție diplomatică a Principatelor Unite, la Paris.
- 1871: Sărbătorirea a 400 de ani de la târnosirea Mănăstirii Putna, manifestare organizată din inițiativa studenților români de la Viena, în frunte cu Eminescu și Slavici (14/26 august).
- 1883: Erupția vulcanului Krakatau din 1883 își începe etapa finală, paroxistică.
- 1955: Are loc prima transmisie TV color (NBC) a unui meci de tenis din cadrul Cupei Davis.
- 1966: Declanșarea luptei armate a poporului namibian, sub conducerea SWAPO, pentru eliberarea de sub ocupația regimului rasist al Africii de Sud.
- 1972: Are loc ediția a XX-a a Jocurilor Olimpice de vară moderne, la München, Germania de Vest (26 august - 10 septembrie).
- 1981: Sonda Voyager 2 a ajuns la maximă apropiere de Saturn, trecând la 101.000 km de planetă.
- 2008: Republicile Osetia de Sud și Abhazia sunt recunoscute de Rusia ca state independente.
- 2009: Madonna a concertat pentru prima dată în România în fața a aproximativ 70.000 de spectatori din Parcul Izvor din București.

## Nașteri
- 1469: Ferdinand al II-lea de Neapole (d. 1496)
- 1596: Frederic al V-lea, Elector Palatin (d. 1632)
- 1676: Robert Walpole, politician britanic, prim-ministru al Marii Britanii (1721-1742), (d. 1745)
- 1728: Johann Henrich Lambert, fizician german (d. 1777)
- 1740: Joseph-Michel Montgolfier, inventator francez (d. 1910)
- 1743: Antoine Laurent Lavoisier, chimist francez (d. 1794)
- 1819: Prințul Albert de Saxa-Coburg și Gotha, soțul reginei Victoria (d. 1861)
- 1826: Prințesa Alexandra a Bavariei (d. 1875)
- 1870: Alexandr Kuprin, pilot, aventurier și scriitor rus (d. 1938)

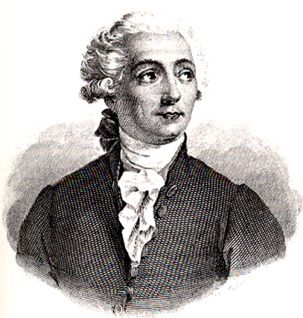
Antoine Laurent Lavoisier, chimist francez
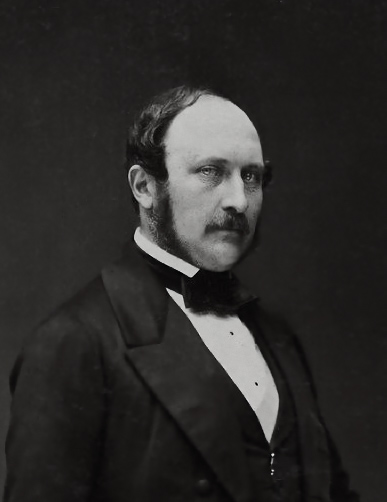
Prințul Albert de Saxa-Coburg și Gotha, soțul reginei Victoria
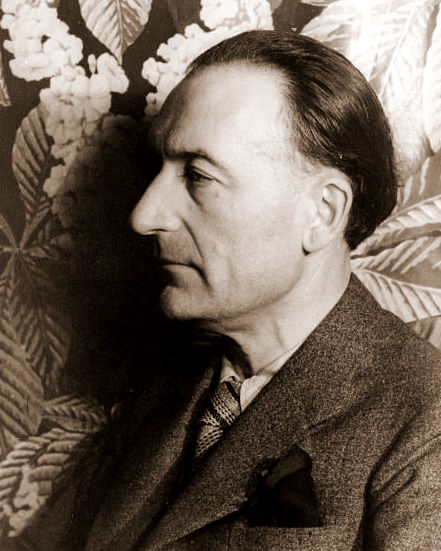
Jules Romains, scriitor francez

- 1873: Lee De Forest, inventator american (d. 1961)
- 1880: Guillaume Apollinaire, poet francez, precursor al suprarealismului (d. 1918)
- 1882: James Franck, fizician american de origine germană, laureat al Premiului Nobel (1925), (d. 1964)
- 1875: John Buchan, scriitor, istoric și politician scoțian (d. 1940)
- 1885: Jules Romains, scriitor francez (d. 1972)
- 1886: Alexandru D. Rădulescu, medic chirurg român (d. 1979)
- 1888: Constantin Pantazi, general român (d. 1946)
- 1893: Constantin Brăiloiu, etnomuzicolog și compozitor român (d. 1958)
- 1894: Aura Buzescu, actriță română (d. 1992)
- 1902: Alexandru Priadcencu, inginer agronom din Republica Moldova (d. 1981)
- 1906: Albert Bruce Sabin, microbiolog de origine poloneză (d. 1993)
- 1910: Maica Tereza, călugăriță catolică de origine albaneză, laureată a Premiului Nobel (1979), (d. 1997)
- 1913: Julius Döpfner, cardinal german (d. 1976)
- 1914: Julio Cortázar, prozator, dramaturg și poet argentinian (d. 1984)
- 1918: Katherine Johnson, matematiciană americană (d. 2020)
- 1928: Adrian Podoleanu, pictor român (d. 2010)
- 1929: Walter Helmut Fritz, poet, romancier, eseist și traducător german (d. 2010)
- 1944: Prințul Richard, Duce de Gloucester
- 1946: Mark Snow, compozitor american

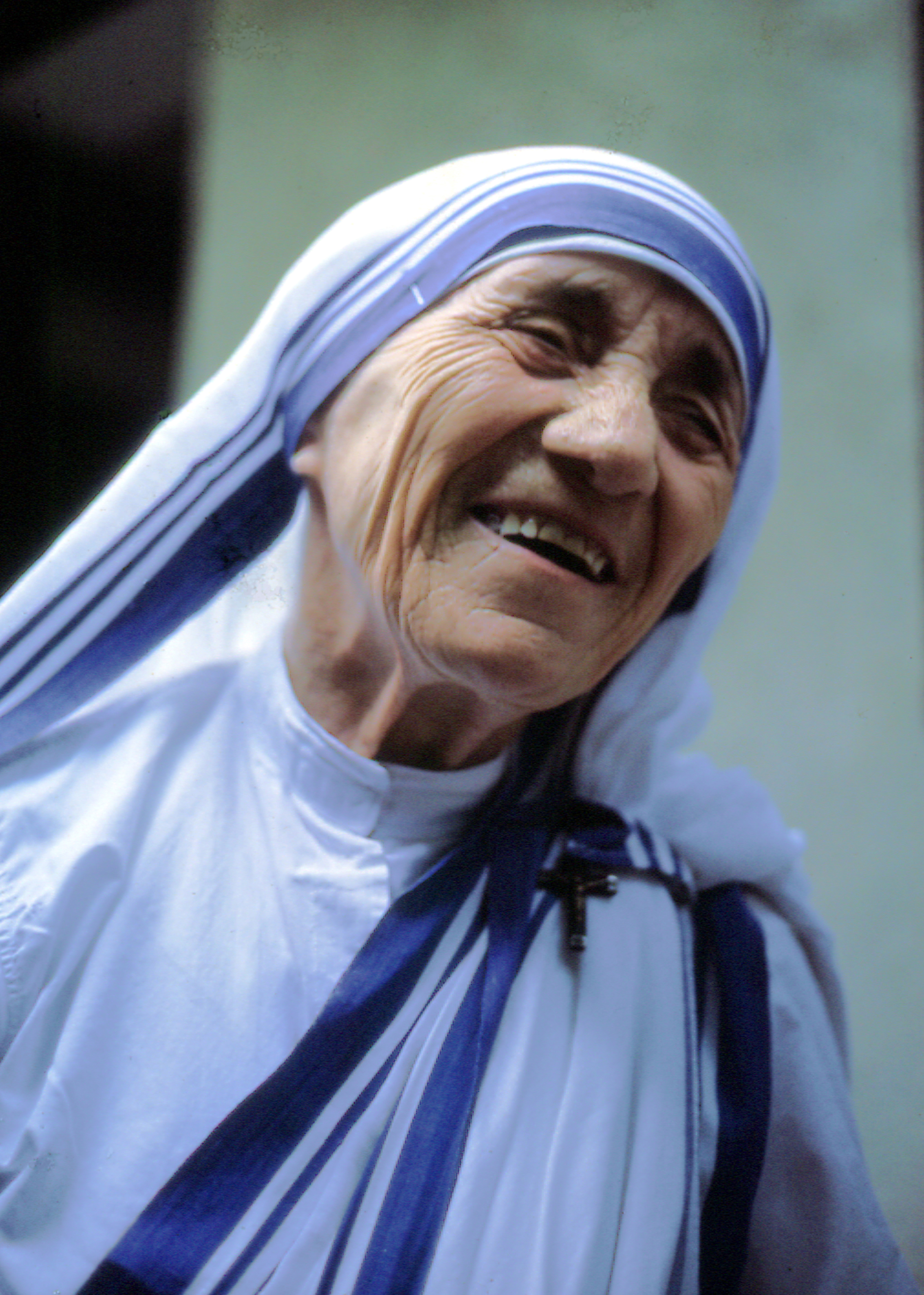
Maica Tereza
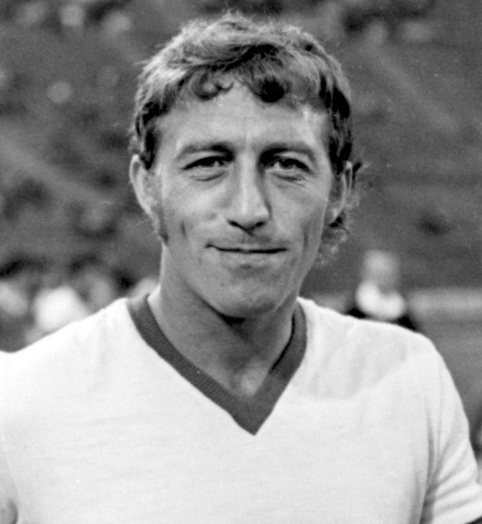
Nicolae Dobrin, fotbalist român
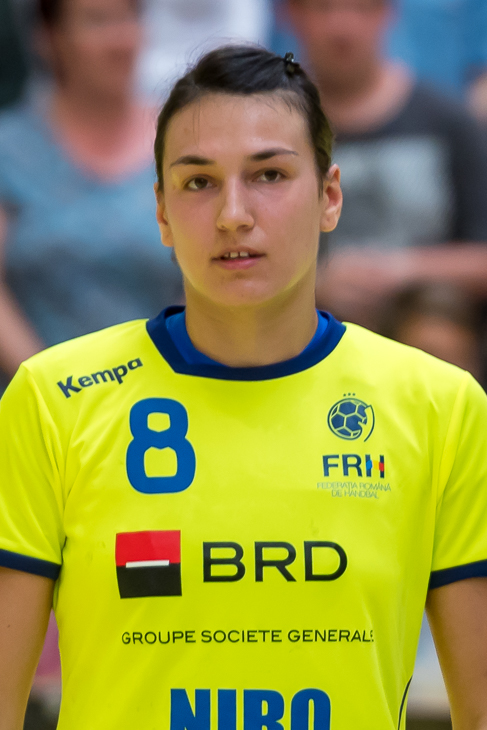
Cristina Neagu, handbalistă română

- 1947: Nicolae Dobrin, fotbalist român (d. 2007)
- 1947: Marilena Rotaru, jurnalist de televiziune, cineast.
- 1948: Dezső-Kálmán Becsek-Garda, politician român de etnie maghiară
- 1950: Mihai Mălaimare, actor român
- 1951: Valeriu Gheorghe, politician român
- 1955: Emil Hurezeanu, poet, eseist și jurnalist român
- 1957: Dr. Alban, artist suedez de origine nigeriană
- 1966: Constantin Bosânceanu, fotbalist român (d. 2020)
- 1968: Valérie Karsenti, actriță franceză
- 1971: Ariadna Thalía Sodi Miranda, cântăreață și actriță mexicană
- 1978: Ionuț Iftimoaie, kickboxer român
- 1979: Domnica Drumea, poetă română
- 1980: Macaulay Culkin, actor și muzician american
- 1980: Chris Pine, actor american
- 1986: Adina Galupa, actriță română
- 1987: Flavius Koczi, gimnast român
- 1988: Cristina Neagu, jucătoare română de handbal
- 1989: James Harden, jucător american de baschet
- 1990: Irina Begu, jucătoare română de tenis
- 1990: Mateo Musacchio, fotbalist argentinian
- 1991: Arnaud Démare, ciclist francez
- 1998: Dennis Man, fotbalist român

## Decese
- 1346: Ludovic I de Flandra, conte de Flandra, de Nevers și de Rethel (n. c. 1304)
- 1723: Anton von Leeuwenhoek, biolog olandez (n. 1632)
- 1728: Anne Marie de Orléans, ducesă de Savoia, regină a Sardiniei și Siciliei (n. 1632)
- 1850: Regele Ludovic-Filip al Franței (n. 1773)
- 1865: Johann Encke, astronom german (n. 1791)
- 1895: Johann Friedrich Miescher, biochimist elvețian (n. 1844)

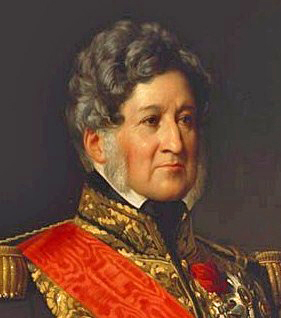
Ludovic-Filip al Franței
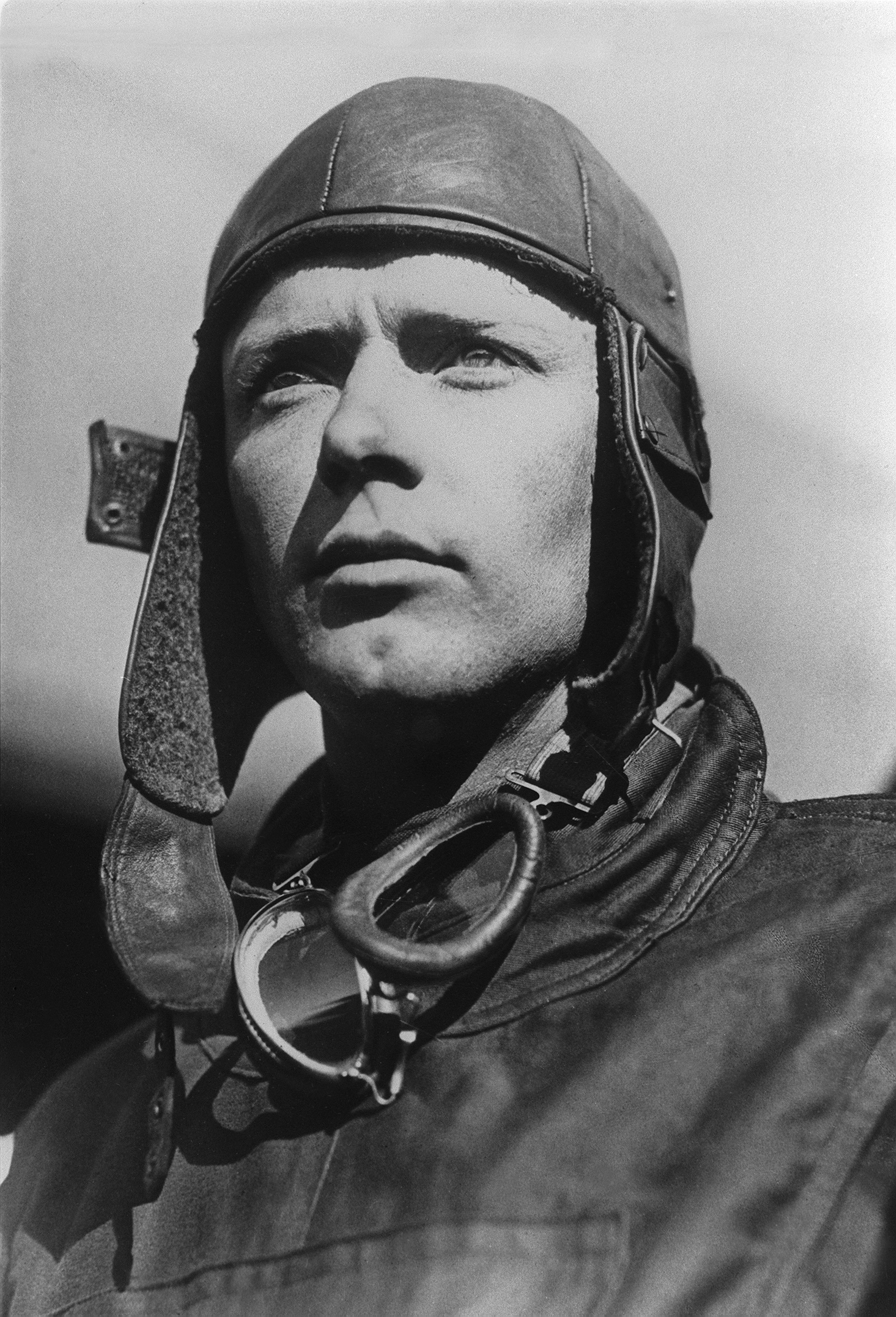
Charles Lindbergh, aviator american
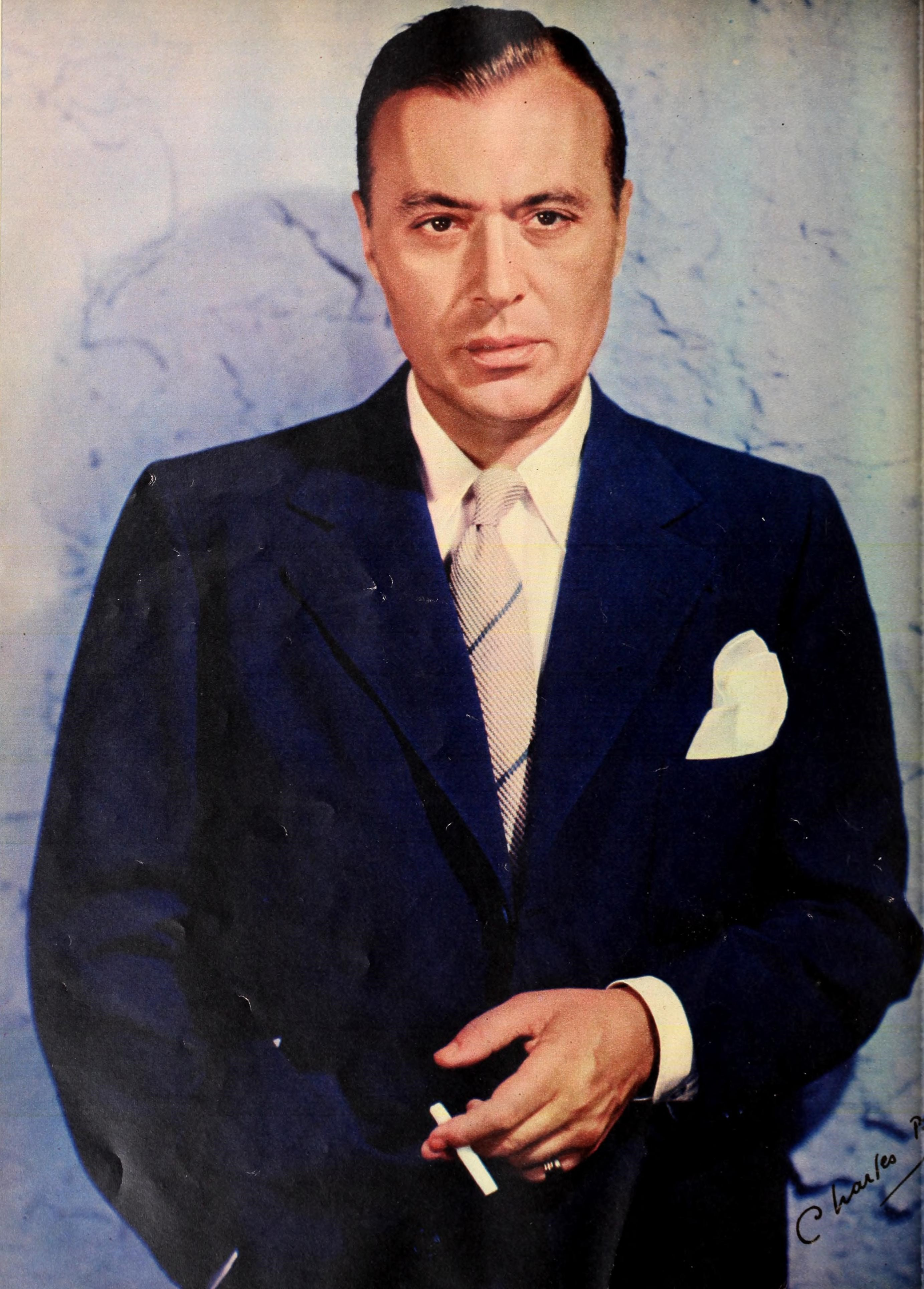
Charles Boyer, actor francez

- 1907: Iosif Vulcan, gazetar și scriitor român (n. 1841)
- 1910: William James, psiholog american, considerat părintele psihologiei americane (n. 1841)
- 1921: Matthias Erzberger, diplomat și ministru german de finanțe (n. 1875)
- 1945: Prințesa Feodora de Saxa-Meiningen (n. 1879)
- 1958: Prințesa Alexandra de Anhalt, prințesă de Schwarzburg (n. 1868)
- 1974: Charles Lindbergh, aviator american (n. 1902)
- 1975: Grigore Eliescu, biolog și entomolog român (n. 1898)
- 1978: Charles Boyer, actor francez (n. 1897)
- 1987: Georg Wittig, chimist german, laureat Nobel (n. 1897)
- 1989: Irving Stone, scriitor american (n. 1903)
- 1998: Frederick Reines, fizician american, laureat Nobel (n. 1918)
- 2004: Laura Branigan, cântăreață, compozitoare și actriță americană (n. 1952)
- 2008: Corina Constantinescu, actriță română (n. 1919)
- 2010: Baruțu T. Arghezi, prozator, eseist și publicist român (n. 1925)
- 2018: Neil Simon, dramaturg și scenarist american (n. 1927)
- 2024: Sven-Göran Eriksson, jucător și antrenor suedez de fotbal (n. 1948)